# La Ginebrosa (Lladurs)
La Ginebrosa és una masia situada al municipi de Lladurs, a la comarca catalana del Solsonès. És una masia tradicional amb parets de pedra, arcs, dovelles i estreps, situada entre boscos i amb bones vistes. Té una important implantació històrica al municipi, documentada des de l'any 1372, que evita el despoblament del territori.

## POUM
En el POUM del municipi de Lladurs hi consta que conformen la masia un edifici per a habitatge i un parell de coberts que es troben en un estat de conservació força dolent. Marca l'habitatge i un dels coberts com a elements a protegir, especificant com a elements protegits les façanes i els arcs. En l'habitatge la porta d'entrada té un arc de mig punt adovellat de pedra, i en el cobert la porta és un arc escarser de pedra, amb dos grans finestrals d'arc de mig punt també amb dovelles i estreps de pedra en una de les plantes.